# Kedung Rejo (Winongan)
Kedung Rejo is een bestuurslaag in het regentschap Pasuruan van de provincie Oost-Java, Indonesië. Kedung Rejo telt 2905 inwoners (volkstelling 2010).